# بريتو كيلي
بريتو كيلي (بالإنجليزية: Brett Kelly)‏ (و. 1993 – م) هو ممثل، وممثل أفلام، وممثل تلفزيوني، وممثل صوت، ومخرج سينمائي، ومنتج أفلام، وكاتب سيناريو، من كندا، ولد في فانكوفر.

## وصلات خارجية
- بريتو كيلي على موقع IMDb (الإنجليزية)
- بريتو كيلي على موقع ميوزك برينز (الإنجليزية)
- بريتو كيلي على موقع أول موفي (الإنجليزية)
- بريتو كيلي على موقع قاعدة بيانات الفيلم (الإنجليزية)